# 上越市立大潟町小学校
上越市立大潟町小学校（じょうえつしりつ おおがたまちしょうがっこう）は、新潟県上越市大潟区土底浜にある公立小学校。

## 概要
校舎を出てから日本海まで400mと海に近い学校である。

## 沿革

### 年表
- 1873年 - 創立。

（中略）
- 19--年 - 大潟町立大潟町小学校に改称。
- 2005年1月1日 - 合併に伴い上越市立大潟町小学校に改称。

## 教育目標
- 自ら学び、心豊かでたくましく生きる子どもの育成

## 行事
- チャレンジ大運動会
- マラソン大会
- ジャンボ朝会
- それゆけジャンボの日

## 主な進学先
- 上越市立大潟町中学校